# 140-е годы до н. э.
140-е (сто сороковы́е) го́ды до на́шей э́ры по пролептическому юлианскому календарю — промежуток времени с 1 января 149 года до н. э. по 31 декабря 140 года до н. э., включающий с 149 по 141 годы 6-го десятилетия  и 140 год 7-го десятилетия II века 1-го тысячелетия до н. э. Им предшествовали 150-е годы до н. э., за ними следовали 130-е годы до н. э. Они закончились 2165 лет назад.

## Важнейшие события
- Третья Пуническая война (149—146 гг. до н. э.).

## Правители
- 140 — Консулы Гай Лелий Сапиент (плебей) и Квинт Сервилий Цепион (патриций). Претор Юний Брут.

## 140 год до н. э.
- 140 — Римляне, собрав значительные силы, возобновили войну с Вириафом. Вириаф с трудом избег серьёзных поражений и согласился на менее выгодный мир. Римляне подкупили трёх его приближённых, которые убили его.
- 140 — Деметрий переправился в Месопотамию. Жители страны хорошо приняли его, он собрал войско против парфян при поддержке персов, эллинов, бактрийцев. После нескольких побед Деметрий разбит парфянами и попал в плен.
- 140 — Трифон выступил в Скифополь на встречу с Ионафом. Трифон заманил его в Птолемаиду, приказал перебить его спутников, а Ионафа казнить. Зима — Трифон вторгся в Иудею, но повернул назад. Трифон подкупил врачей, которые стали делать операцию Антиоху VI и зарезали его. Солдаты провозгласили Трифона царём.
- 140—138 — Царь Сирии Трифон.
- 140—129 — Деметрий в Гиркании. Он женился на Родогуне, дочери Митридата I, у них родилось несколько детей. Деметрий дважды неудачно пытался бежать.
- 140 — Антиох, брат Деметрия, вернулся с Родоса в Сирию и долго без успеха скитался по стране.
- Ок.140-109 — Царь скифов Скилур. Столица в Неаполе (около Симферополя). Подчинение Ольвии. Стремился подчинить греческие колонии.
- 140-87 — Император Китая У-ди (Лю Чэ) (156-87, 29.3). Увеличение налогов.
- У Ди становится императором Китая